# El Jabato
El Jabato, (castellà per «el valent») és un personatge de ficció de còmic i una famosa sèrie de Còmics, creada per Víctor Mora al guió (en aquest cas, amb el pseudònim de R. Martín) i Francisco Darnís al dibuix per a l'editorial Bruguera el 1958. A causa de les similituds amb El Capitán Trueno, es pot considerar com un exemple de autocompetència dins de la mateixa editorial.

## Trajectòria editorial

### Original (1958-1966)
El primer quadern apaïsat (titulat, Esclaus de Roma) es va publicar el 20 d'octubre de 1958, i es va regalar amb el número 107 d'El Capitán Trueno. La col·lecció original va sortir íntegrament en blanc i negre, i va romandre als quioscos fins a 1966, va arribar a un total de 381 episodis, a més de quatre almanacs i mants especials de vacances.
Inicialment, el guionista Víctor Mora no estava molt conforme amb el fet que la sèrie es digués El Jabato, ja que aquest nom (imposat per l'editorial Bruguera), en un principi no li sonava gens bé. Amb el temps (i vist l'èxit de la capçalera), acabaria per acceptar-ho.
Quan l'èxit del personatge va estar més que provat, els editors es decidirien a incloure també altres aventures d'aquest (paral·lelament a la sèrie principal) a la revista Ven y Ven (per primera vegada el 2 de març de 1959), continuada pel Suplemento de Historietas de El DDT (per primera vegada el 4 de maig de 1959). D'aquesta manera, apareixerien en la doble pàgina central setze episodis més d'El Jabato, així com a la revista El Campeón (per primera vegada el 16 d'agost de 1960), que publicaria 32 episodis més en idèntiques condicions, a més d'un episodi en un especial de vacances. En el cas de El Campeón, es creu que és molt possible que el guionista Ricardo Acedo s'encarregués d'alguns guions d'El Jabato, alternant-se en la tasca amb un Víctor Mora ja més que desbordat de treball per aquelles dates.
Francisco Darnís, com ja li va succeir a Ambrós amb El Capitán Trueno, també es va veure obligat a fer servir ajuda a la col·lecció. D'aquesta manera Luis Ramos, Jaume Juez i Castellà,de molt especial i important contribució a la col·lecció, Luis Coch, Joan Escandell Torres, Marc, Juan Martínez Osete, Manuel Carregal o Víctor Arriazu i Calleja (bàsicament els mateixos que col·laboraven a El Capitán Trueno), serien els diferents entintadors (i sovint portadista) de la saga una vegada que la creixent quantitat de treball, que l'èxit va portar inevitablement amb si, va desbordar per complet a Darnís, obligant-lo a encarregar-se gairebé exclusivament dels llapis.
A més, i per si tot això fos poc, amb el temps el personatge va disposar de la seva pròpia revista d'aventures, El Jabato Extra (que va sortir per primera vegada el 7 de maig de 1962), de la qual van aparèixer 51 números i 1 Almanac de còmic|almanac, per passar finalment a les pàgines de la revista  El Capitán Trueno Extra , on van aparèixer episodis de les seves aventures entre els números 176 i 333, a més de 6 almanacs i especials de vacances d'aquesta mateixa revista.

### Posterior
A partir de llavors, la presència del personatge en el mercat es va recolzar durant molts anys en contínues reedicions, sent la majoria d'elles simples versions acolorides (i reconvertides a format de pàgina vertical) del material original apaïsat en blanc i negre. Per a aquestes edicions retocades, es van remuntar les pàgines, se'n van censurar moltes d'elles i es van eliminar situacions suposadament poc edificants per als nens, segons les directrius de la censura de l'època ( «llei de Fraga» ), menys permissiva que quan va sorgir el personatge. Encara que en les seves pàgines predominava majoritàriament el material del quadern, en realitat es van incloure materials de totes les procedències (quadern, Jabato Extra, Trueno Extra, i almanacs). Entre aquestes reedicions (l'esquema pràcticament seria un calc de les del seu personatge germà), cal destacar especialment la sèrie dels anys setanta Jabato Color, d'editorial Bruguera (recordada sobretot per les impressionants portades que Antonio Bernal va crear a propòsit per a l'ocasió), i la també popular Edició Històrica, d'Ediciones B (aquesta ja de finals dels anys vuitanta, i amb les mateixes portades de Bernal).
Les aventures d'El Jabato s'han publicat també amb notable èxit en diverses llengües i altres tants països, però curiosament canviant sempre el nom del protagonista per altres bastant més estudiats. Així a França va ser conegut com a Ajax primer, i Taröio després. A Grècia però el varen anomenar Ayópi, i a Bèlgica, en neerlandès era Rex de ontembare (‘Rex, l'indomable’).
A l'octubre del 2008 (amb motiu del 50è aniversari de la creació del personatge), Edicions B va llançar al mercat una nova aventura d'El Jabato (la primera en més de trenta anys, al marge de les múltiples reedicions), en un vell format apaïsat, en aquesta ocasió de la mà de José Revilla al dibuix i Luis Antonio Ródenas al guió. Ambdós s'havien conegut pel Club de Fans del Jabato a Yahoo! i cap dels dos era professional del medi. Al principi tot va començar com un tímid projecte entre amics, sense més pretensions de crear un còmic del personatge «només per a ells», cansats com eren d'esperar tants anys una nova aventura de l'heroi que semblava que ja mai tornaria a publicar-se. Després una cosa va portar a l'altra, i l'editorial va acabar donant llum verda al projecte. Aquesta obra autoconclusiva consta de 64 pàgines, i porta per títol  ¡La Hermandad de la espada!  El concepte és un claríssim homenatge a l'estil que els creadors originals Víctor Mora i Francisco Darnís i l'empremta que van deixar en els seus lectors aficionats. En aquest rellançament, Jabato, Taurus i Fideo són de tornada a la Hispània del recentment proclamat emperador Tit a la recerca de noves aventures.
El gener del 2010 Editorial Planeta va treure als quioscs un "nou" col·leccionable del famós heroi, que en realitat no era una altra cosa que una reedició del material procedent de Jabato Color (que manifestament homenatjava en un intent de despertar la nostàlgia de l'aficionat), aquest material, ja havia estat també anteriorment reutilitzat per a la «Edició Històrica», és a dir, de nou i per enèsima vegada el mateix material remuntat, censurat i acolorit que adulterava sensiblement el quadern original apaïsat. Una altra dada a tenir en compte sobre aquesta reedició, és que de cada quatre aventures que contenia cada tom, només s'hi reproduïen dues de les impressionants portades d'Antonio Bernal, i les altres dues romanien inedites.
El 5 de maig de 2010 va veure la llum una nova aventura inèdita, amb un format molt similar a l'aventura apaïsada que es va publicar 2008, i amb un esperit clarament continuista. En ambdós casos, nogensmenys són històries autoconclusives i inconnexes entre si. El títol d'aquesta nova entrega és «El tirà de Rakhum», i en aquesta ocasió tant dibuix com guió són a càrrec del salamantí José Revilla, sense aparèixer ja en aquesta ocasió en els crèdits Luis A. Ródenas. En aquesta nova aventura, les aventures del Jabato, Taurus i Fideu els condueixen al llarg de la Mediterrània fins a la llegendària ciutat de Petra, a la qual volen rescatar la bella Claudia.

## Argument

### Context
Víctor Mora diu que ha situat aquesta historieta 73 anys abans de Jesucrist (encara que sigui cristià), després de la mort d'Espàrtac. No està massa clara, de tota manera, l'època exacta en què viu El Jabato, atès que en algun episodi se cita Neró, en un altre a Trajà, i fins i tot n'hi ha algun on s'ha nomena un fictici emperador Sulla, mentre que en aventures més recents es tracta de Tit.

### Argument
Els romans consideren El Jabato i els seus amics com a proscrits perillosos, i fan tot el possible per capturar-los cada vegada que aquests s'aventuren a apropar-se als vasts territoris de l'Imperi Romà. Com és lògic, ells no dubtaran a aprofitar la majoria de les oportunitats de què disposen per lluitar al costat dels pobles oprimits, tant per Roma com per altres tirans (d'allò més exòtic). Obligats a viure a l'exili, en molt rares ocasions els protagonistes tornen a llur Ibèria natal, on només poden comportar-se com a guerrillers. Harmonia Rodríguez  (esposa del guionista), va recordar que Mora solia deixar Jabato en situacions terribles sense saber com el trauria la setmana següent. «Ja m'apanyaré» deia.

### Protagonistes
Contràriament a l'esquema seguit per Víctor Mora en altres personatges, va començar amb tan sols dos herois, ambdós Ibers que combatien els excessos dels emperadors romans.
El primer d'ells, Jabato, és un pacífic camperol que, esclavitzat per Roma i convertit a la força en gladiador, aviat lidera una revolta de gladiadors i aconsegueix escapar del circ, per dedicar-se després a recórrer el món com un justicier errant. Es vesteix habitualment de faldellí (generalment vermell a la versió acolorida), que deixa al descobert les cames protegides per sengles Gamberes metàl·liques, i sandàlies de cuir als peus, així com una lluent cuirassa d'escates ( «lorica squamata», que en els primers quaderns hauria arrabassat a un general cartaginès a la ciutat de Zaal).
El segon, Taurus, és un gegant barbut i golafre, llenyataire de professió i millor amic d'El Jabato ja fins i tot abans de la invasió romana, pel que des del principi es converteix en el seu inseparable company d'aventures al voltant del món. La seva indumentària habitual està elaborada a base de pells d'algun animal (al més pur estil de molts pobles bàrbars). Una altra de les seves característiques més remarcables és la seva peculiar i retorçat bigoti d'estil «dalinià». Pel seu aspecte i constitució física, gairebé podria dir d'ell que es tracta del típic forçut de circ.
També als primers quaderns es produiria la trobada amb la dama del grup: Claudia, una jove patrícia romana, filla d'un senador, que havia abraçat el cristianisme. Claudia, seguint la personalitat marcada pel personatge de  Sigrid  a El Capitán Trueno, va trencar motlles, ja que mai es va casar amb Jabato i mai es va limitar a esperar l'heroi des de l'exili.
Bastant després s'inclouria el personatge potser més recordat per tots els lectors de la sèrie: Fideo de Mileto (no apareixerà fins al quadern núm. 112), un escanyolit «poetastre» grec que contínuament martiritza a  Taurus  amb les seves estrofes de 400, 500, 600 o 1.000 versos, amb les que narra les victòries dels seus amics. Sempre acompanyat de la seva estimada lira (de la qual ha intentat desfer-se'n Taurus, més d'una vegada), lluita donant cops «musicals» als seus enemics. Durant bastants aventures els nostres amics seran acompanyats per un nen indoxinès anomenat Tai-Li i el seu tigre Bambú, o per un mico anomenat Bongo. Sílvia Darnís (filla del dibuixant), va explicar com el seu pare es documentava obsessiva-ment i de vegades fins i tot donava feina a la seva germana Natalia, que era primeta, com a model de Fideo de Mileto .

## Valoració
El principal inconvenient dels guions d'El Jabato són els anacronismes històrics que presenten, sobretot com més avança la sèrie. Alguns són de tal magnitud que resulta difícil atribuir-los a Mora, bon coneixedor de la història que en canvi va saber situar amb gran precisió les aventures d'El Capitán Trueno a la fi del segle xii. D'altra banda, cal admetre que les millors aventures són les d'aproximadament els cent primers quaderns, amb alguna, realment extraordinària com la que mostra l'enfrontament entre cartaginesos i romans a la ciutat de Zaal. Però a poc a poc comencen a sorgir anacronismes sota la forma d'increïbles àrabs que hi aparèixen de manera esporàdica. Aquests (així com altres anacronismes fantasiosos amb impossibles animals antediluvians i fins extravagants conats de ciència-ficció) continuen d'augmentar amb el transcurs de la col·lecció, el que unit a una gradual infantilització de la trama de la mateixa (de la qual posteriorment s'acusarà l'organisme censor del règim), així com al protagonisme que entre la joventut aniran guanyant altres mitjans com són, el cinema i la televisió, provoquen una etapa de progressiva decadència que culminarà amb el tancament definitiu.

## Adaptacions a altres mitjans
L'any 1989 es va crear, amb força èxit comercial, l'aventura conversacional (programa informàtic) «El Jabato» per microordinadors de 8 i 16 bits, publicat per l'empresa valenciana Aventuras AD, que va donar a conèixer el personatge, molts anys després, a una petita però renovada generació de lectors i seguidors.